# 雷亚克 (洛特省)
雷亚克（法語：Reilhac，法語發音：[ʁɛjak]）是法国洛特省的一个市镇，属于菲雅克区。

## 地理
雷亚克（44°42'1"N, 1°43'9"E）面积12.98 平方千米，位于法国奧克西塔尼大區洛特省，该省份为法国西南部内陆省份，北起顺时针与科雷兹省、康塔爾省、阿韦龙省、塔恩-加龙省、洛特-加龍省和多尔多涅省接壤。
与雷亚克接壤的市镇（或旧市镇、城区）包括：格拉马、勒巴斯蒂、迪尔邦、弗洛雅克加尔、伊桑多吕、吕讷加德。

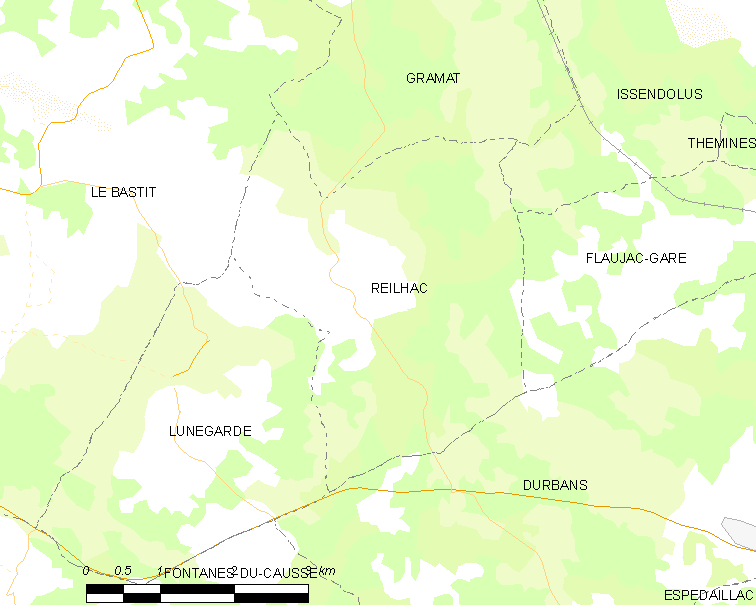
的OSM定位图

雷亚克的时区为UTC+01:00、UTC+02:00（夏令时）。

## 行政
雷亚克的邮政编码为46500，INSEE市镇编码为46235。

## 政治
雷亚克所属的省级选区为格拉马县。

## 人口

1962-2008年间人口变化图示

雷亚克于2022年1月1日时的人口数量为173人。